# 완주로
완주로(Wanju-ro)는 전북특별자치도 전주시 덕진구 호성동2가 차량등록사업소앞 교차로와 완주군 화산면 종리를 잇는 전북특별자치도의 도로이다. 전 구간 국도 제17호선에 속한다.

## 연혁
- 1993년 8월 9일 : 고산우회도로(완주군 고산면 서봉리 ~ 읍내리) 2.12km 구간 개통[1]
- 1996년 9월 1일 : 전주 ~ 봉동간 도로(전주시 덕진구 우아동 ~ 완주군 봉동읍 장기리) 구간 개통[2]
- 2006년 11월 8일 : 완주군 용진면 신지리 ~ 화산면 종리 10.65km 구간 개통[3]
- 2009년 7월 10일 : 2개 이상 시·군에 걸쳐 있는 도로로 완주로를 고시[4]

## 주요 경유지
전북특별자치도
- 전주시 덕진구 (호성동2가) - 완주군 (용진읍 · 봉동읍 · 용진읍 · 고산면 · 화산면)

## 노선
전 구간 국도 제17호선에 속하므로 이 노선에 대한 별도 표기는 생략한다.
| 이름                      | 접속 노선                                       | 소재지          | 소재지                                   | 비고                         |
| ------------------------- | ----------------------------------------------- | --------------- | ---------------------------------------- | ---------------------------- |
| 차량등록사업소앞 교차로   | 국도 제21호선 국도 제26호선 (동부대로) 천마산로 | 전주시          | 덕진구                                   |                              |
| 동산과선교                |                                                 | 전주시          | 덕진구                                   |                              |
| 고당네거리                | 소양천변로 초포로 사거리길                      | 전주시          | 덕진구                                   |                              |
| 제2소양교                 |                                                 | 전주시          | 덕진구                                   |                              |
|                           | 완주군                                          | 용진읍          |                                          |                              |
| 용진삼거리                | 완주군                                          | 용진읍          | 초포다리로                               |                              |
| 용진우체국                | 완주군                                          | 용진읍          | 상운길                                   |                              |
| 용진 교차로               | 완주군                                          | 용진읍          | 국도 제21호선 국도 제26호선 (새만금북로) |                              |
| 상운교                    | 완주군                                          | 용진읍          | 봉서로                                   |                              |
| 완주 나들목 (완주 교차로) | 완주군                                          | 용진읍          | 204호선 새만금포항고속도로지선           |                              |
| (운곡마을)                | 완주군                                          | 지암로 건전길   | 서: 봉동읍 동: 용진읍                    |                              |
| 신지리                    | 완주군                                          | 신지송광로      | 서: 봉동읍 동: 용진읍                    |                              |
| 봉동삼거리                | 완주군                                          | 봉동중앙로      | 용진읍                                   |                              |
| 용진 교차로               | 완주군                                          | 고산천로 삼봉로 | 용진읍                                   | 장기삼거리와 연결            |
| 앞대산터널                | 완주군                                          |                 | 용진읍                                   | 연장 171m                    |
| 앞대산터널                | 완주군                                          | 고산면          |                                          | 연장 171m                    |
| 양화 교차로               | 완주군                                          | 양화로          |                                          |                              |
| 양화교                    | 완주군                                          |                 |                                          |                              |
| 남봉 교차로               | 완주군                                          | 남봉로          |                                          |                              |
| 고산교                    | 완주군                                          |                 |                                          |                              |
| 고산 교차로 (고산육교)    | 완주군                                          | 눈기러기로      |                                          |                              |
| 삼기교                    | 완주군                                          |                 |                                          |                              |
| 삼기 교차로 (삼기육교)    | 완주군                                          | 고산천로        | 지방도 제732호선과 간접 연결             |                              |
| 용소교                    | 완주군                                          |                 | 화산면                                   |                              |
| 종리                      | 완주군                                          | 고산천로        | 화산면                                   | 지방도 제643호선과 간접 연결 |
| 대둔산로와 직결           |                                                 |                 |                                          |                              |

## 주요 건물 및 시설
- 전주차량등록사업소 (전북특별자치도 전주시 덕진구 완주로 5)
- 용진읍사무소 (전북특별자치도 완주군 용진읍 완주로 174)
- 완주용진우체국 (전북특별자치도 완주군 용진읍 완주로 178)
- 용진보건지소 (전북특별자치도 완주군 용진읍 완주로 186)
- 용진농협 (전북특별자치도 완주군 용진읍 완주로 187)
- 용진파출소 (전북특별자치도 완주군 용진읍 완주로 198)
- 벽성대학 완주캠퍼스 (폐교, 전북특별자치도 완주군 봉동읍 완주로 387-5)
- 용봉초등학교 (전북특별자치도 완주군 봉동읍 완주로 449)
- 완주군교육통합지원센터 (전북특별자치도 완주군 용진읍 완주로 462)
- 완주가족문화교육원 (전북특별자치도 완주군 용진읍 완주로 462-9)
- 실로암병원 (전북특별자치도 완주군 용진읍 완주로 806-6)
- 봉동호스피스장례식장 (전북특별자치도 완주군 용진읍 완주로 807)
- 완주국민체육센터 (전북특별자치도 완주군 용진읍 완주로 860)